# 파이벨 스튜어트
파이벨 스튜어트(Fivel Stewart, 1996년 11월 4일 ~ )는 미국의 배우, 가수이다.

## 출연 작품

### 영화
- 헌팅 오브 힐하우스 (2019)
- 엄마 (2022)

### 텔레비전
- 별나도 괜찮아 (2018-21) - 이지 테일러 역